# The Bride (album)
The Bride è il quarto album in studio della cantautrice inglese Bat for Lashes, pubblicato nel 2016.

## Tracce
1. I Do – 2:17
2. Joe's Dream – 5:25
3. In God's House – 3:32
4. Honeymooning Alone – 3:30
5. Sunday Love – 4:13
6. Never Forgive the Angels – 4:25
7. Close Encounters – 4:10
8. Widow's Peak – 3:47
9. Land's End – 3:10
10. If I Knew – 4:17
11. I Will Love Again – 5:14
12. In Your Bed – 3:32

Tracce bonus
1. Clouds – 5:23[2]